# Wioleta Myszor
Wioleta Myszor (ur. 19 stycznia 1983) – polska łuczniczka specjalizująca się w łuku klasycznym. Srebrna medalistka halowych mistrzostw świata, halowa mistrzyni Europy, wielokrotna medalistka mistrzostw Polski.
Największy sukces odniosła na halowych mistrzostwa świata w 2016 roku w Ankarze, gdzie razem z Natalią Leśniak i Kariną Lipiarską wywalczyły srebrny medal w drużynie, przegrywając o złoto z Japonkami. Rok później na halowych mistrzostwach Europy w Vittel, razem z Leśniak i  Karoliną Farasiewicz stanęła na najwyższym stopniu podium.
Podczas letniej uniwersjady w 2005 zdobyła brązowy medal w klasyfikacji drużynowej (z Justyną Mospinek i Anną Szukalską. W 2009 wzięła udział w uniwersjadzie w Belgradzie, gdzie zajęła 38 miejsce indywidualnie i 5 w rywalizacji drużynowej.